# Tercera División de España 2008-09
La temporada 2008-09 de la Tercera División de España de fútbol fue la cuarta categoría de la Liga española de fútbol durante esta campaña, por debajo de la Segunda división B y por encima de la Divisiones Regionales. Comenzó el 31 de agosto de 2008 y finalizó el 28 de junio de 2009 con la promoción de ascenso.

## Sistema de competición
Los equipos participantes se repartieron en 18 grupos, en la mayoría de los cuales participaban 20 equipos. Cada grupo correspondía a una Federación territorial y, por lo tanto, a una Comunidad Autónoma, excepto en el caso de Andalucía que se dividía en dos grupos (IX y X), a los que se sumaban los clubes de las ciudades autónomas de Ceuta y Melilla del norte de África.
La distribución geográfica de los grupos fue la siguiente:
| - Grupo I: Galicia - Grupo II: Asturias - Grupo III: Cantabria - Grupo IV: País Vasco - Grupo V: Cataluña - Grupo VI: Comunidad Valenciana | - Grupo VII: Comunidad de Madrid - Grupo VIII: Castilla y León - Grupo IX: Andalucía (zona oriental) y Melilla - Grupo X: Andalucía (zona occidental) y Ceuta - Grupo XI: Islas Baleares - Grupo XII: Canarias | - Grupo XIII: Región de Murcia - Grupo XIV: Extremadura - Grupo XV: Navarra - Grupo XVI: La Rioja - Grupo XVII: Aragón - Grupo XVIII: Castilla-La Mancha |

El sistema de competición fue el mismo que en el resto de categorías de la Liga española de fútbol. Los equipos de cada grupo se enfrentaron todos contra todos en dos ocasiones, una en campo propio y otra en campo contrario. El ganador de un partido obtenía tres puntos, el perdedor no sumaba ninguno, y en caso de un empate había un punto para cada equipo. El orden de los encuentros se decidió por sorteo antes de empezar la competición. Al término de la temporada el equipo que acumulaba más puntos se proclamaba campeón de su grupo de Tercera División habiendo, por lo tanto, 18 campeones al final de esta campaña, uno por grupo.
Los cuatro primeros equipos de cada grupo tenían derecho a participar en la promoción de ascenso a Segunda División B.
En la mayoría de los grupos, los últimos tres equipos clasificados descendieron a Divisiones Regionales correspondientes. Sin embargo, si un grupo viese disminuido el número de equipos por un número inesperado de ascensos a Segunda División B, la Federación Territorial podía autorizar la revocación de algún o alguno de los descensos a las Divisiones Regionales o aumentar las plazas de ascenso desde estas categorías a Tercera División. Por caso contrario, si se hubiese producido un descenso de equipos desde Segunda División B que aumentase el número de participantes del grupo para la siguiente temporada, se podrían aumentar el número de plazas de descenso a las categorías inferiores. En el caso de que durante el transcurso de la campaña algún equipo fuese expulsado o abandonase la competición, su plaza se computaría como una de descenso.
Referente a los equipos filiales, estos podían participar en esta categoría siempre que sus primeros equipos estuvieran compitiendo en categorías superiores de Liga española de fútbol puesto que no podían competir en la misma división. Por ello, si un equipo descendiese de Segunda División B a Tercera División y su filial estuviese militando en esta categoría, este era automáticamente descendido a su División Regional correspondiente. Del mismo modo, si un filial se hubiese clasificado para la promoción de ascenso a Segunda División B y uno de sus primeros equipos ya estuviese participando en esta categoría, no podría disputarla, por lo que su plaza pasaría al siguiente clasificado del grupo.

## Promoción de ascenso

### Equipos clasificados
Los equipos clasificados para la promoción de ascenso a Segunda División B de la temporada 2008-09 se exponen en la siguiente tabla:
Se indican en negrita los equipos que consiguieron el ascenso.
| Grupo I            | Grupo II                      | Grupo III                         | Grupo IV           | Grupo V                            |
| ------------------ | ----------------------------- | --------------------------------- | ------------------ | ---------------------------------- |
| 1º S.D. Compostela | 1º R. Oviedo                  | 1º R.S. Gimnástica de Torrelavega | 1º C.D. Lagun Onak | 1º R.C.D. Español de Barcelona "B" |
| 2º Montañeros C.F. | 2º A.D. Universidad de Oviedo | 2º S.D. Noja                      | 2º Amurrio Club    | 2º C.F. Reus Deportiu              |
| 3º C.D. Ourense    | 3º Candás C.F.                | 3º C. D. Tropezón                 | 3º C.D. Elgoibar   | 3º C.E. L'Hospitalet               |
| 4º C.C.D. Cerceda  | 4º C.D. Llanes                | 4º U.M. Escobedo                  | 4º C. Portugalete  | 4º F.C. Santboià                   |

| Grupo VI             | Grupo VII                | Grupo VIII       | Grupo IX               | Grupo X                   |
| -------------------- | ------------------------ | ---------------- | ---------------------- | ------------------------- |
| 1º Villajoyosa C.F.  | 1º R.S.D. Alcalá         | 1º C.F. Palencia | 1º Unión Estepona C.F. | 1º C.D. San Roque de Lepe |
| 2º Alicante C.F. "B" | 2º A.D. Parla            | 2º C.D. Mirandés | 2º U.D. Almería "B"    | 2º Jerez Industrial C.F.  |
| 3º C.F. La Nucía     | 3º C.F. Rayo Majadahonda | 3º Burgos C.F.   | 3º Motril C.F.         | 3º U.D. Los Barrios       |
| 4º F.C. Torrevieja   | 4º F. Alcobendas Sport   | 4º R. Ávila C.F. | 4º Málaga C.F. "B"     | 4º C.D. Alcalá            |

| Grupo XI                 | Grupo XII            | Grupo XIII           | Grupo XIV                   | Grupo XV           |
| ------------------------ | -------------------- | -------------------- | --------------------------- | ------------------ |
| 1º R.C.D. Mallorca "B"   | 1º C.D. Tenerife "B" | 1º Caravaca C.F.     | 1º A.D. Cerro de Reyes B.A. | 1º C.D. Izarra     |
| 2º C.F. Sporting Mahonés | 2º S.D. Tenisca      | 2º Moratalla C.F.    | 2º C.P. Cacereño            | 2º Peña Sport F.C. |
| 3º C.D. Santañí          | 3º Castillo C.F.     | 3º C.D. La Unión     | 3º C.F. Villanovense        | 3º C.D. Tudelano   |
| 4º C.D. Binisalem        | 4º C.D. Mensajero    | 4º Yeclano Deportivo | 4º C.D. Don Benito          | 4º U.D. Mutilvera  |

| Grupo XVI            | Grupo XVII               | Grupo XVIII                  |
| -------------------- | ------------------------ | ---------------------------- |
| 1º C.D. Varea        | 1º C. Atlético de Monzón | 1º C.D. Toledo               |
| 2º C. Haro Deportivo | 2º R. Zaragoza "B"       | 2º U.D. Almansa              |
| 3º C.D. Anguiano     | 3º C.D. Teruel           | 3º Manchego Ciudad Real C.F. |
| 4º A.F. Calahorra    | 4º C.D. La Muela         | 4º Hellín Deportivo          |

|  | Clasificado para la ruta de campeones de grupo de la promoción de ascenso    |
|  | Clasificado para la ruta de no campeones de grupo de la promoción de ascenso |

### Equipos ascendidos
Los siguientes equipos obtuvieron el ascenso a Segunda División B:
| Grupo I - S.D. Compostela Grupo II - R. Oviedo Grupo III - R.S. Gimnástica de Torrelavega Grupo IV - No ascendió ningún equipo de este grupo Grupo V - R.C.D. Español de Barcelona "B" Grupo VI - Villajoyosa C.F. | Grupo VII - R.S.D. Alcalá Grupo VIII - C.F. Palencia - C.D. Mirandés Grupo IX - Unión Estepona C.F. Grupo X - C.D. San Roque de Lepe Grupo XI - R.C.D. Mallorca "B" - C.F. Sporting Mahonés Grupo XII - No ascendió ningún equipo de este grupo | Grupo XIII - Caravaca C.F. Grupo XIV - A.D. Cerro de Reyes B.A. - C.P. Cacereño Grupo XV - C.D. Izarra Grupo XVI - C.D. Varea Grupo XVII - No ascendió ningún equipo de este grupo Grupo XVIII - C.D. Toledo |